# Burundis fotbollsförbund
Burundis fotbollsförbund, officiellt Fédération de football du Burundi, är ett specialidrottsförbund som organiserar fotbollen i Burundi.
Förbundet grundades 1962 och gick med i Caf 1972. De anslöt sig till Fifa år 1972.